# Touch and Go
Touch and Go — британский поп-джаз коллектив, членами которого являются Ванесса Ланкастер и Джеймс Линч.

## История

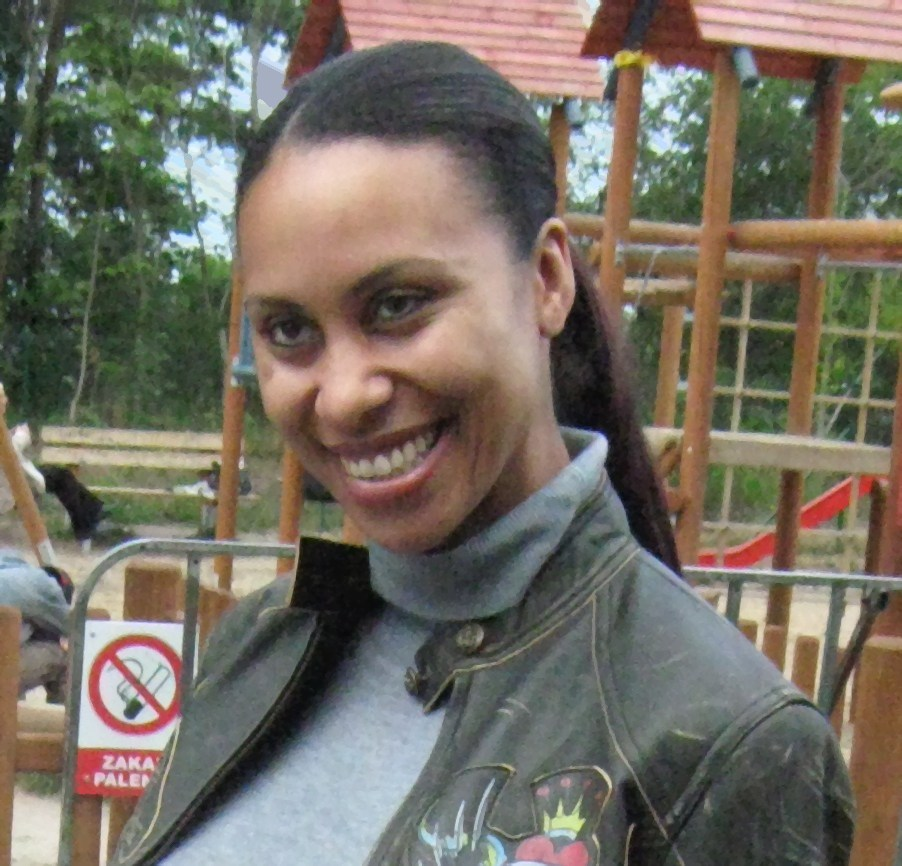
Ванесса Ланкастер

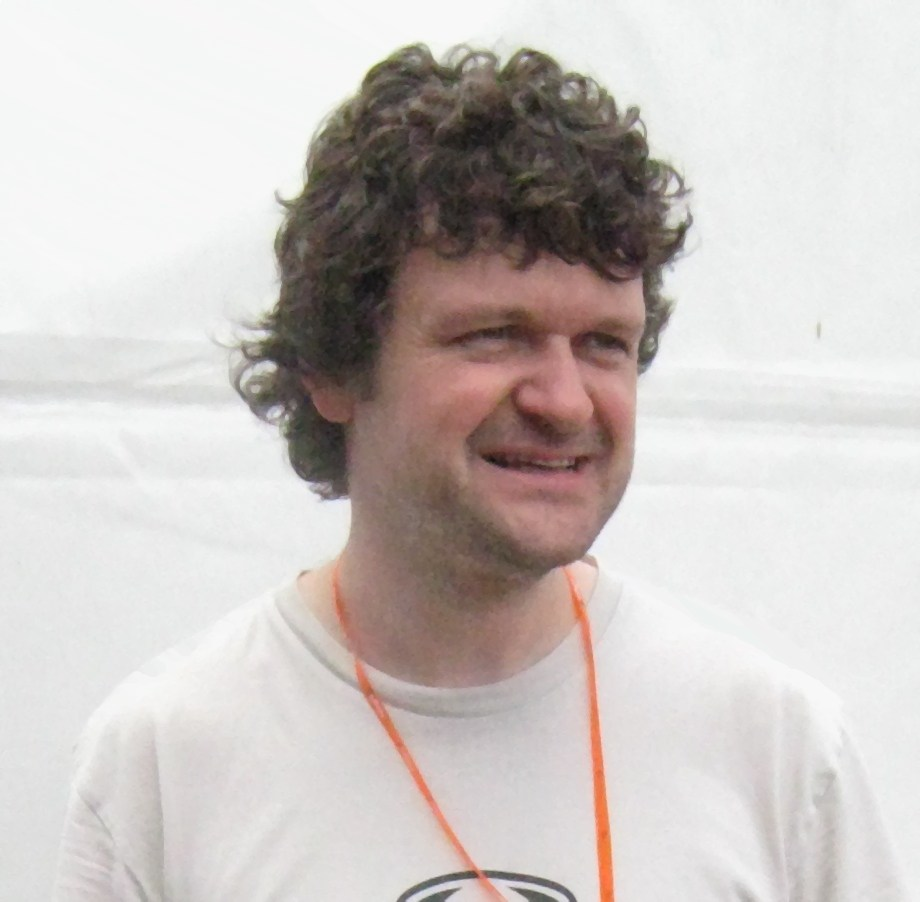
Джеймс Линч

В 1998 году продюсеры Чарли Жилет и Гордон Нелки предложили композитору Дэвиду Лоу (работающему преимущественно для телевидения, в частности, с каналом BBC-News) создать новый проект, сочетающий джазовые вариации популярных мелодий с минимальным семплированным вокалом. Дэвид Лоу совместно с трубачом Джеймсом Линчем записали первый сингл «Would You...?». В качестве вокалистки была приглашена модель и актриса Ванесса Ланкастер.
В октябре 1998 года сингл «Would you...?» занял 3-е место в UK Singles Chart. Сингл приобрел большую популярность в Европе, а затем и по всему миру, было продано более полумиллиона копий. Трек также был отобран для реклам San Pellegrino, Carlsberg и Nokia. Он также прозвучал на конкурсах «Мисс мира 1998» и «Мисс Вселенная 2002».
После сингла был издан успешный дебютный альбом I Find You Very Attractive, включающий хиты «Straight To Number One», «So Hot» и «Tango In Harlem». Для ремейков использовались мелодии таких различных исполнителей, как Луи Армстронг, Ману Чао и рок-группы The Champs.
Touch and Go стали популярны в Восточной Европе, особенно в России, давая около пятидесяти концертов в год. С 2003 года они объехали все крупные города России и стран бывшего СССР от Москвы до Владивостока. Группа была представлена в России компанией Ikon.
Их музыкальный продюсер Дэвид Лоу является композитором BBC News с 1998 года.
13 ноября 2011 года они появились в качестве музыкальных гостей на шоу X Factor (Румыния).
Коллектив продолжает сохранять популярность и выступает с концертами.

## Состав

### Участники группы
- Ванесса Ланкастер
- Джеймс Линч

### Музыкальные продюсеры
- Дэвид Лоу
- Чарли Гиллетт
- Гордон Нелки

## Дискография

### Синглы
- «Would You…?» (1998)
- «Straight to… number one» (1999)
- «So hot» (2000)
- «Tango in Harlem» (2001)

### Альбомы
- I Find You Very Attractive (1999)